# Lolo Tebabui
Der Lolo Tebabui (kurz Tebabui) ist ein osttimoresischer Berg im Verwaltungsamt Bobonaro (Gemeinde Bobonaro). Er hat eine Höhe von 894 m und liegt im Westen des Sucos Tebabui, in der Aldeia Tebabui. Er ist der Kleinste von drei Gipfeln, die im Zentrum des Sucos Tebabui liegen. Östlich befindet sich der Lolo Bugaslau (920 m). Westlich liegt der Ort Tebabui, südlich das Dorf Bugas.